# Taubenturm Château de Troërin (Plouvorn)

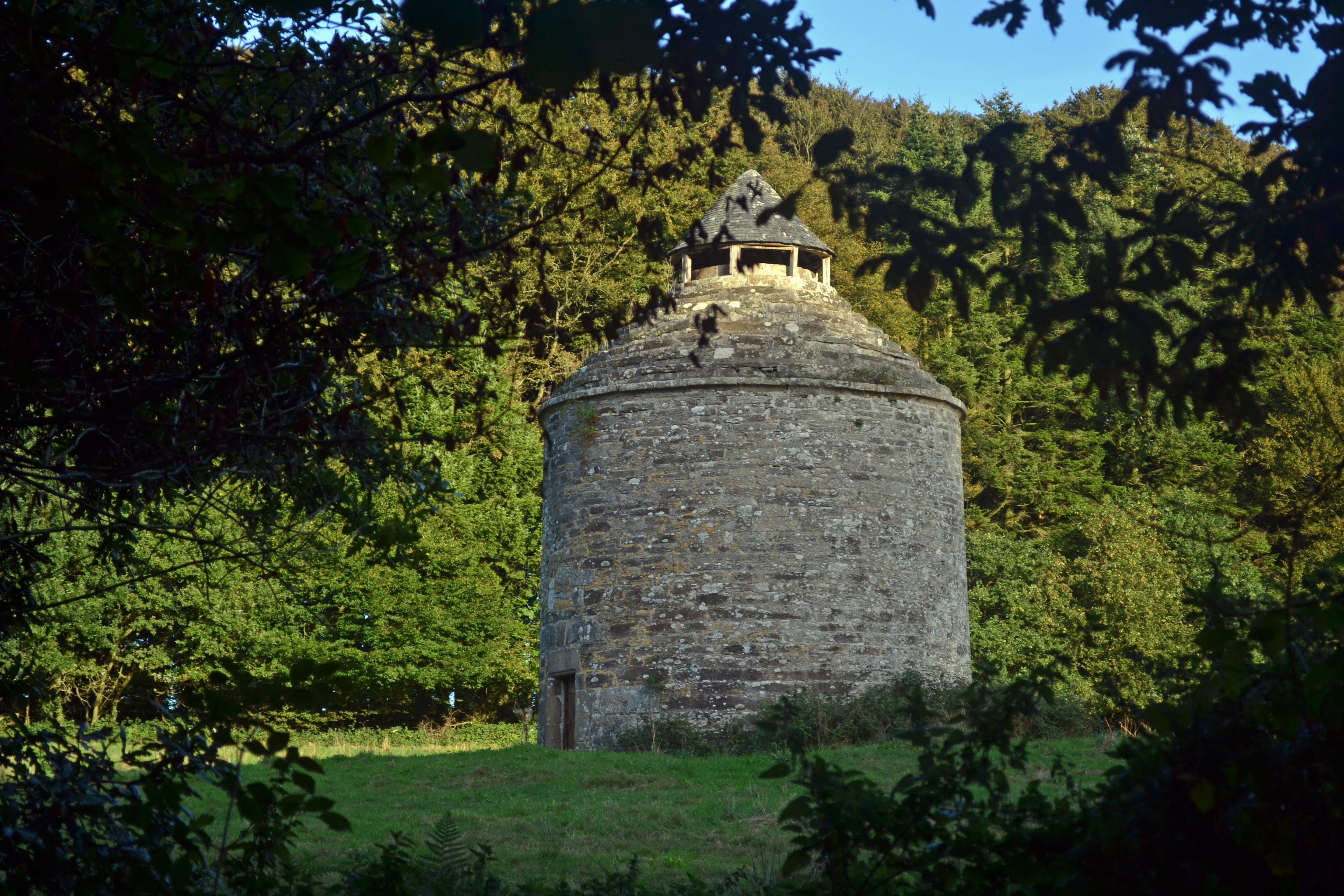
Taubenturm in Plouvorn

Der Taubenturm (französisch colombier oder pigeonnier) des Château de Troërin in Plouvorn, einer französischen Gemeinde im Département Finistère in der Region Bretagne, wurde im 16. Jahrhundert errichtet. Der Taubenturm steht als Teil der Schlossanlage seit 2009 als Monument historique auf der Liste der Baudenkmäler in Frankreich.
Der runde Turm aus Bruchsteinmauerwerk wird von einem Steindach bedeckt und von einer Laterne bekrönt.